# Młyn Czyżyka
Młyn Czyżyka (niem. Zeizig Mühle) – dawny młyn i zajazd w Prudniku przy ulicy Sienkiewicza 5. Młyn jest położony na południu miasta, nad młynówką doprowadzoną od rzeki Prudnik.

## Historia
Młyn wraz z zajazdem został zbudowany w 1788 roku w stylu barokowym. W latach 30. XX wieku budynek młyna został przebudowany w związku z zakończeniem działalności młyna. Wtedy też były młyn stał się własnością Josefa Wyrwicha, który przerobił go na gospodarstwo rolne. Po  II wojnie światowej w budynku ukrywali się dwaj niemieccy żołnierze, którzy zostali aresztowani przez Korpus Bezpieczeństwa Wewnętrznego. Jesienią 1954 roku, ze względu na internowanie prymasa Stefana Wyszyńskiego w kościele św. Józefa w Prudniku-Lesie, gospodarstwo zostało przejęte przez żołnierzy Urzędu Bezpieczeństwa. Gospodarze wrócili na nie dopiero w 1956. Po śmierci Josefa Wyrwicha gospodarstwo zostało przejęte przez jego syna Józefa Wyrwicha. Obecnie młyn jest własnością prywatną.